# Marianna Denhoff
Marianna z Bielińskich I voto Denhoffowa, II voto Lubomirska (ur. ok. 1685, zm. 20 kwietnia 1730 w Rzeszowie) – metresa Augusta II.
Jej ojcem był marszałek wielki koronny Kazimierz Ludwik Bieliński (zm. 1713), głowa stronnictwa profrancuskiego w Polsce. Prowadził on wystawny dwór w Otwocku Wielkim, gdzie często bywający król stał się kochankiem jego córki, Marianny. Wkrótce jednak marszałek wydał ją za mąż za Bogusława Ernesta Denhoffa. Później dzięki swym koneksjom w Watykanie wyjednała zgodę papieża Klemensa XI na rozwód z Denhoffem i wyjechała z królem do Drezna. Ponownie wyszła za mąż za Jerzego Ignacego Lubomirskiego.
Wpływała na politykę Augusta II. Blisko współpracował z nią poseł francuski Jean Victor de Besenval. Denhoffowa przekonała Augusta do zawarcia sojuszu z Ludwikiem XIV (1714).
Po urodzeniu ostatniego dziecka zapadła na ciężką postać gorączki popołogowej i zmarła z wielkim przykładem dyspozycyjej duszy i ciała do ostatniego momentu wyjścia ducha. Zwłoki Marianny Lubomirskiej w habicie zostały pochowane w rzeszowskim kościele reformatów.